# Penicillium implicatum
Penicillium implicatum är en svampart som beskrevs av Biourge 1923. Penicillium implicatum ingår i släktet Penicillium och familjen Trichocomaceae.   Inga underarter finns listade i Catalogue of Life.